# Carl Henric Hägerflycht
Carl Henric Hägerflycht, född 21 april 1817 i Kristianstad, död 24 augusti 1881 i Stockholm, var en svensk militär.
Carl Henric Hägerflycht var son till översten Carl Arvid Hägerflycht. Han blev underlöjtnant vid Svea artilleriregemente 1832, utexaminerades från Högre artilleriläroverket 1838, major vid regementet 1857, överstelöjtnant i regementet 1863, överste i regementet 1867 och generalmajor i armén samma år. Hägerflycht var tillförordnad generalfälttygmästare och chef för artilleriet 1867–1872, blev överste och chef för Svea artilleriregemente 1871, generalfälttygmästare och chef för artilleriet 1872 och tog på grund av sjukdom avsked ur aktiv tjänst 1874. Hägerflycht företog som av officerskåren utsedd stipendiat 1845 en utländsk militär studieresa. Han var ledamot av artillerikommittén 1856–1857, ledamot av svensk-norska artillerikommittén 1863, ledamot av kommittén för granskning av planer för fästningsbyggnader 1867, var 1863 kommenderad till artillerilägret vid Somma i norra Italien och 1861–1867 chef för artilleristaben. Hägerflycht följde med vaksamhet artilleriets utveckling i utlandet men var försiktig av naturen och prövade noga förslagen, innan han tillstyrkte dyra nyanskaffningar. 1868 inrättade han i artilleristaben ett konstruktionskontor, där under ledning av en som konstruktionsofficer kommenderad artilleristabsofficer materielkonstruktioner och ritningar skulle utföras och bestämmelser för materielens tillverkning och besiktning utfärdas. Hägerflycht blev 1851 ledamot av Krigsvetenskapsakademien.